# Ктувим
Ктуви́м (ивр. כְּתוּבִים‎ — «писания») — третий и заключительный раздел иудейского Священного Писания, Танаха. 
Известен также под греческим названием Агио́графы (др.-греч. ἅγιος «святой» и γραφή — «писание») или просто Графии. Впервые разделение Танаха на три части (Тора или Закон, Каббала или откровение святых пророков, Агиографы или слова святости) сделано в трактате «Соферим», относящемся к VIII веку.
В состав Ктувим входит Псалтирь. Также, в этот раздел Танаха помещены и наполненные глубоким нравственно-философским содержанием: Книга Екклесиаста, Книга Притчей Соломоновых, Песнь песней Соломона. Авторство этих книг традиционно приписывается Соломону. Кроме того, в Ктувим входят книги: Книга пророка Даниила, Книга Руфь, Книга Есфирь и ещё целый ряд книг.

## Список книг, входящих в Ктувим
Подгруппа I. Три поэтические книги (сифрей ЭМеТ):

1. Техилим (תהלים) — Псалтирь

2. Мишле (משלי) — Книга притчей Соломоновых

3. Ийов (איוב) — Книга Иова
Подгруппа II. Пять Свитков (хамеш мегилот). В синагогальном богослужении каждый из них прочитывается в определённые дни года:

4. Шир ха-ширим (שיר השירים) — Песнь Песней (Песах)

5. Рут (רות) — Книга Руфь (Шавуот)

6. Эйха (איכה) — Плач Иеремии (девятое ава)

7. Кохелет (קהלת) — Книга Екклесиаста (Суккот)

8. Эстер (אסתר) — Книга Есфири (Пурим)
Подгруппа III. Другие исторические книги:

9. Даниэль (דניאל) — Книга пророка Даниила

10. Эзра (עזרא) — включает в себя Книга Ездры и Книга Неемии

11. Дивре ха-йами́м (דברי הימים) — Книги Паралипоменон
Главный отличительный признак книг третьего раздела Танаха — то, что они написаны, собраны и включены в канон позднее остальных книг, так что окончательная канонизация и заключительная редакция Ктувим, как целого, может быть отнесена к II веку до н. э. — I веку н. э. В греческом переводе Ветхого Завета (Септуагинта) Агиографы не составляют особого отдела, а размещены согласно содержанию между другими книгами. Так, Книга Руфь, Паралипоменон, Книга Ездры, Книга Неемии и Книга Есфирь находятся между историческими книгами; Плач Иеремии и Книга пророка Даниила — между Книгами Пророков. Этого порядка придерживается и Вульгата, и Библия Лютера.